# Cròmbec cara-roig
El cròmbec cara-roig (Sylvietta whytii) és un ocell de la família dels macrosfènids (Macrosphenidae).

## Hàbitat i distribució
Viu als clars del bosc, boscos i sabana amb acàcies del sud-est del Sudan i sud d'Etiòpia, cap al sud, a través d'Uganda, Ruanda, Burundi, Kenya, Tanzània i Malawi fins Zimbabwe i Moçambic.